# Niederrheinisches Tiefland
Niederrheinisches Tiefland (Depresiunea de pe Cursul Inferior al Rinului) este o regiune care se întinde pe ambele părți a cursului inferior al Rinului situat la nord de orașul Düsseldorf.

## Geografie
Depresiunea este limitată la sud de Kölner Bucht la sud-est de Bergisches Land , la est și nord-est de Westfälische Bucht iar la vest de Niederrheinische Bucht. 
Niederrheinisches Tiefland este o regiune terasată pe valea Rinului. In depresiune terasele sunt pe nivele diferite ca rezultat al proceselor de eroziune și sedimendare, înălțimea maximă a regiunii nedepășind altitudinea de 100 m deasupra n.m..

## Geologie
In regiune în urmă cu 30 de milioane dea ani au avut loc procese de scufundări de teren. In regiune găsindu-se un pachet de sedimente ce atinge grosimea de 1300 de m.

## Clima
Precipitațiile medii anuale sunt între  700 – 750 mm, iar temperatura anuală medie fiind de 9 °C. Clima are un caracter accentuat oceanic cu veri răcoroase ploioase și ierni blânde sub influnța Atlanticului.